# Mechanics’ Institute Chess Club
Mechanics’ Institute Chess Club – amerykański klub szachowy z siedzibą w San Francisco, najstarszy klub szachowy w Stanach Zjednoczonych. W USCL wystawiał drużynę pod nazwą San Francisco Mechanics, która wygrała tę ligę w 2006 roku.

## Historia
Klub został zarejestrowany w Mechanics’ Institute 24 kwietnia 1855 roku, chociaż spotkania szachowe odbywały się w tym miejscu już rok wcześniej. W 1884 roku w klubie szereg pokazowych gier odbył Johannes Zukertort. Rok później odbyły się pierwsze klubowe mistrzostwa, które wygrał J. Waldstein. W 1895 roku Mechanics’ Institute rozegrał mecze z Victoria Chess Club i Vancouver za pośrednictwem telegrafu. Wskutek trzęsienia ziemi w 1906 roku budynek Mechanics’ Institute uległ zniszczeniu, co zmusiło klub szachowy do reorganizacji i zmiany siedziby. W pierwszych trzech dekadach XX wieku gośćmi klubu byli m.in. Frank Marshall, Borislav Kostić, Emanuel Lasker, José Raúl Capablanca, Samuel Reshevsky i Aleksandr Alechin. Czołowym zawodnikiem Mechanics’ Institute był w tym okresie A.J. Fink, a w latach 30. w klubie przez krótki okres grał George Koltanowski. W okresie powojennym w klubie gościli m.in. Max Euwe, Bobby Fischer, Wasilij Smysłow, Tigran Petrosjan, Boris Spasski i Anatolij Karpow.
W 2005 roku klub zadebiutował w United States Chess League (USCL), wystawiając drużynę pod nazwą San Francisco Mechanics. W inauguracyjnym sezonie klub zajął pierwsze miejsce w dywizji zachodniej, odpadając następnie w półfinale z Miami Sharks. Rok później ponownie szachiści klubu uzyskali pierwsze miejsce w dywizji zachodniej, następnie pokonując Seattle Sluggers i wygrywając finał z New York Knights. W 2007 roku zespół awansował do fazy pucharowej, odpadając jednak następnie z Miami Sharks. W 2008 roku San Francisco Mechanics odpadli w ćwierćfinale z Dallas Destiny, a rok później wygrali ćwierćfinał z Arizona Scorpions, przegrywając następnie mecz półfinałowy z Miami Sharks. W 2010 roku klub nie wyszedł z grupy, a sezon później awansował do ćwierćfinału, w którym odpadł z Los Angeles Vibe. W sezonie 2012 ponownie San Francisco Mechanics zakończyli sezon na fazie grupowej. W 2013 roku klub pokonał w ćwierćfinale Los Angeles Vibe, następnie przegrywając mecz z Miami Sharks. W latach 2014–2015 zespół odpadał w ćwierćfinale z Dallas Destiny. W barwach klubu w USCL grali m.in. Vinay Bhat, John Donaldson, Joshua Friedel, Jesse Kraai, Daniel Naroditsky, Hans Niemann, Samuel Sevian, Sam Shankland, Patrick Wolff i Steven Zierk.